# EMusic
eMusic ist ein Online-Musikdienst mit Sitz in New York. Das Unternehmen existiert seit Januar 1998, arbeitet mit Abonnement-Modellen und verkauft seine Musik ausschließlich in Form von MP3-Dateien, die nicht durch DRM-Maßnahmen in ihrer Nutzbarkeit beschränkt sind.
Das Unternehmen besaß im Jahr 2006 den zweitgrößten Marktanteil bei Onlinemusik in den USA. Seit 2003 wurden mehr als 200 Millionen MP3-Dateien über eMusic verkauft, bei einer derzeitigen Rate von sieben Millionen pro Monat. Der Anbieter hatte im Jahr 2008 400.000 Abonnenten.
Die „Großen Vier“ Musiklabel Sony BMG, EMI, Universal und Warner haben wegen des fehlenden DRM bisher keine Musik an eMusic lizenziert, dafür aber mehr als 40.000 Independent-Labels, weshalb der Angebotsschwerpunkt auf Indie-Rock, Indie-Pop, Punkrock, Jazz und Klassik liegt. Insgesamt sind derzeit mehr als vier Millionen Lieder im Angebot.